# ريتشارد ر. لارسون
ريتشارد ر. لارسون هو سياسي أمريكي، ولد في 6 يوليو 1928 في ألبين في الولايات المتحدة، وتوفي في 2 أكتوبر 2016. نشط حزبياً في الحزب الجمهوري. وقد انتخب عضو مجلس ولاية وايومنغ ‏.